# Hongkongská baptistická univerzita
Hong Kong Baptist University (HKBU) je veřejně financovaná univerzita svobodných umění s křesťanskou vzdělávací tradicí v městské části Kowloon Tong v Hong Kongu.
Univerzita byla založena jako Hong Kong Baptist College s podporou amerických baptistů, kteří poskytovali finance jak na stavbu školy tak i na financování personálu v jejích prvních letech. College se pak stala veřejnou vysokou školou v roce 1983. V roce 1994 byla povýšena na univerzitu pod názvem Hong Kong Baptist University
HKBU má pět hlavních kampusů: zahájení provozu kampusu Ho Sin Hang se datuje do roku 1966, za nímž následuje Shaw Campus v roce 1995, Baptist University Road Campus v roce 1998, Kai Tak Campus v roce 2005 a Shek Mun Campus otevřený v roce 2006. Posledně jmenovaný poskytuje zázemí pro College of International Education a Wong Kam Fai Secondary and Primary School, která je přidružena k Hongkongské baptistické univerzitě. Zatímco první tři kampusy jsou umístěny v urbanistickém srdci Kowloon Tsai, Kai Tak Campus je situován na Kwun Tong Road a Shek Mun Campus se nachází v oblasti Shek Mun v okrese Sha Tin, v těsné blízkosti stanice Shek Mun.
HKBU se umístila v celosvětovém žebříčku QS World University Ranking 2023 na 281. místě a na 301-350 místě také na celém světě podle žebříčku Times Higher Education World University Rankings 2024.  Dříve byla celosvětově na 111. místě v žebříčku THE WUR 2011.

## Historie školy
Hong Kong Baptist College byla otevřena 11. září 1956 v prostorách Pui Ching Middle School, střední školy přidružené k baptistům, s počátečním zápisem 152 studentů. V roce 1957 dala vláda univerzitě pozemek na Waterloo Road k vybudování trvalého kampusu, který byl dokončen v roce 1966. 
Zákon Hong Kong Baptist College1983 byl schválen Legislativní radou Hong Kongu dne 10. srpna 1983. Vysoká škola dříve spadala mezi sekundární vysoké školy a získala finanční prostředky od ministerstva školství. Poté, co se tento zákon stal zákonem, vysoká škola místo toho začala dostávat finanční prostředky od University a Polytechnic Grants Committee .
Návrh zákona o hongkongské baptistické akademii byl schváleno legislativní radou dne 16. listopadu 1994, čímž se vysoká škola přeměnila na Hongkongskou baptistickou univerzitu.
V roce 2005 univerzita založila Beijing Normal University – Hong Kong Baptist University United International College (UIC) v Zhuhai, Guangdong, Čína. Vysoká škola byla první vysokoškolskou institucí založenou na základě spolupráce mezi univerzitou v pevninské části a univerzitou v Hongkongu.
V roce 2019 probíhaly na univerzitě rozsáhlé protesty a také blokáda přístupových cest v reakci na nepopulární extradiční zákon. 

## Logo a znak
Tři klíčové symboly tvoří identitu Hongkongské baptistické univerzity: Bible, vlny a uzly. Bible reprezentuje jedinečnost křesťanského vzdělání, které se zaměřuje nejen na akademický rozvoj, ale i na morální a duchovní výchovu studentů. Vlny symbolizují jednak geografickou polohu Hongkongu jako ostrovního státu, jednak odrážejí Konfuciovo rčení "moudří milují vodu". Zároveň vyjadřují neustálou snahu univerzity o zlepšování kvality vzdělání. Poslední symbol, uzly, ilustruje harmonické spojení a Boží lásku, která objímá všechny křesťany. Tímto způsobem se v symbolech univerzity snoubí křesťanské hodnoty, snaha o excelenci ve vzdělávání a hluboké zakořenění v hongkongské identitě.
Po udělení statusu univerzity v roce 1994 si instituce zvolila logo, které ztělesňuje motivy knihy a vody. Logo zobrazuje stylizovanou knihu s vlnami, symbolizující propojení křesťanských hodnot a snahu o excelenci ve vzdělávání s hongkongskou identitou. Zkratka „BU“ integrovaná do knihy připomíná čínské znaky pro „přivítání“ (迎) a „pokrok“ (進), zdůrazňující spojení východní a západní kultury. Návrh loga zvítězil v soutěži konané v roce 1996 a za jeho vytvoření získala společnost Kan & Lau Design Consultants certifikát za zásluhy na "Design 96 Show" od Hongkongské asociace designérů. Logo Hongkongské baptistické univerzity tak představuje více než jen vizuální symbol, je to vyjádření identity, hodnot a směřování univerzity, které v sobě spojuje křesťanské dědictví, snahu o excelenci a hluboké zakořenění v hongkongské kultuře.

## Řízení univerzity

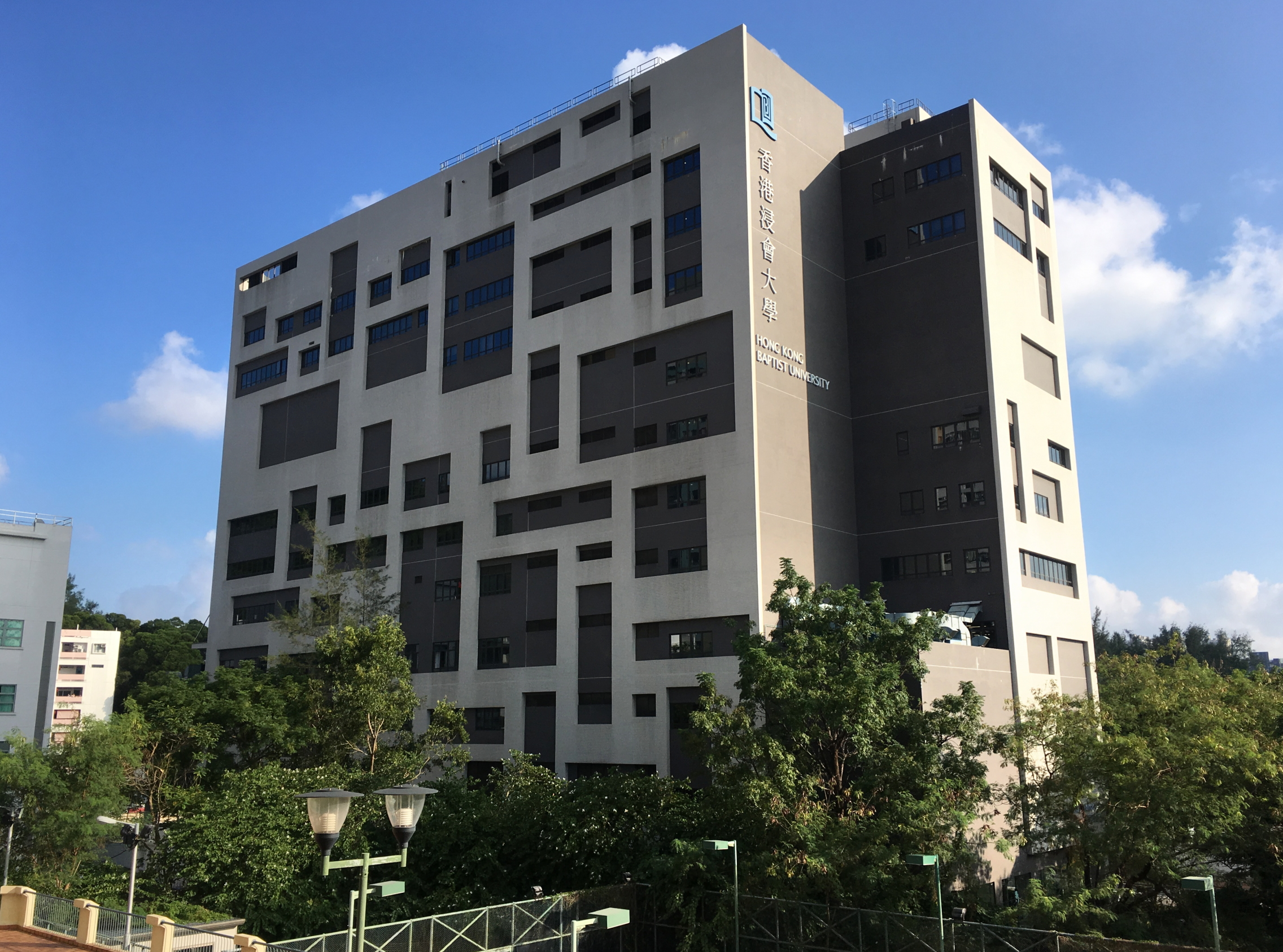
Communication and Visual Arts Building v říjnu 2016

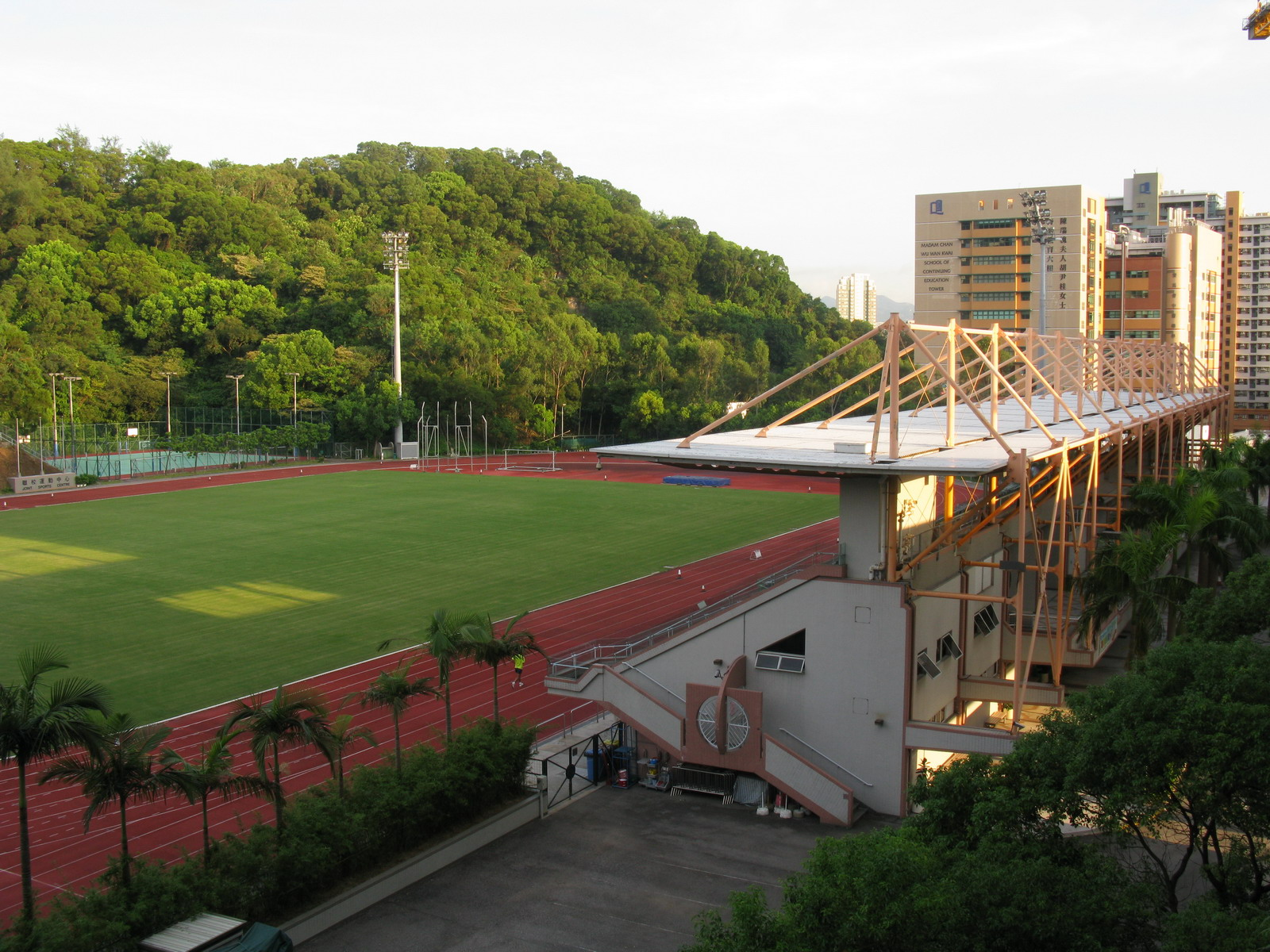
Společné sportovní centrum v srpnu 2008

Před předáním Hongkongu Čínské lidové republice byl guvernér této tehdy britské kolonie de iure rektorem univerzity. Tuto roli převzal po předání správce autonomní zóny Hongkong, nejvyšší představitel Hong Kongu. Role nejvyššího představitele Hong Kongu jako rektora univerzity je pak zakotvena v nařízení Hong Kong Baptist University Ordinance.  Univerzitu ale fakticky řídí její prezident, mezi rok 2021 - 2024 to je to profesor Alexander Ping-kong Wai.  Seznam rektorů před a po předání Hong Kongu do čínské samosprávy z britské naleznete v článku guvernéři Hongkongu.

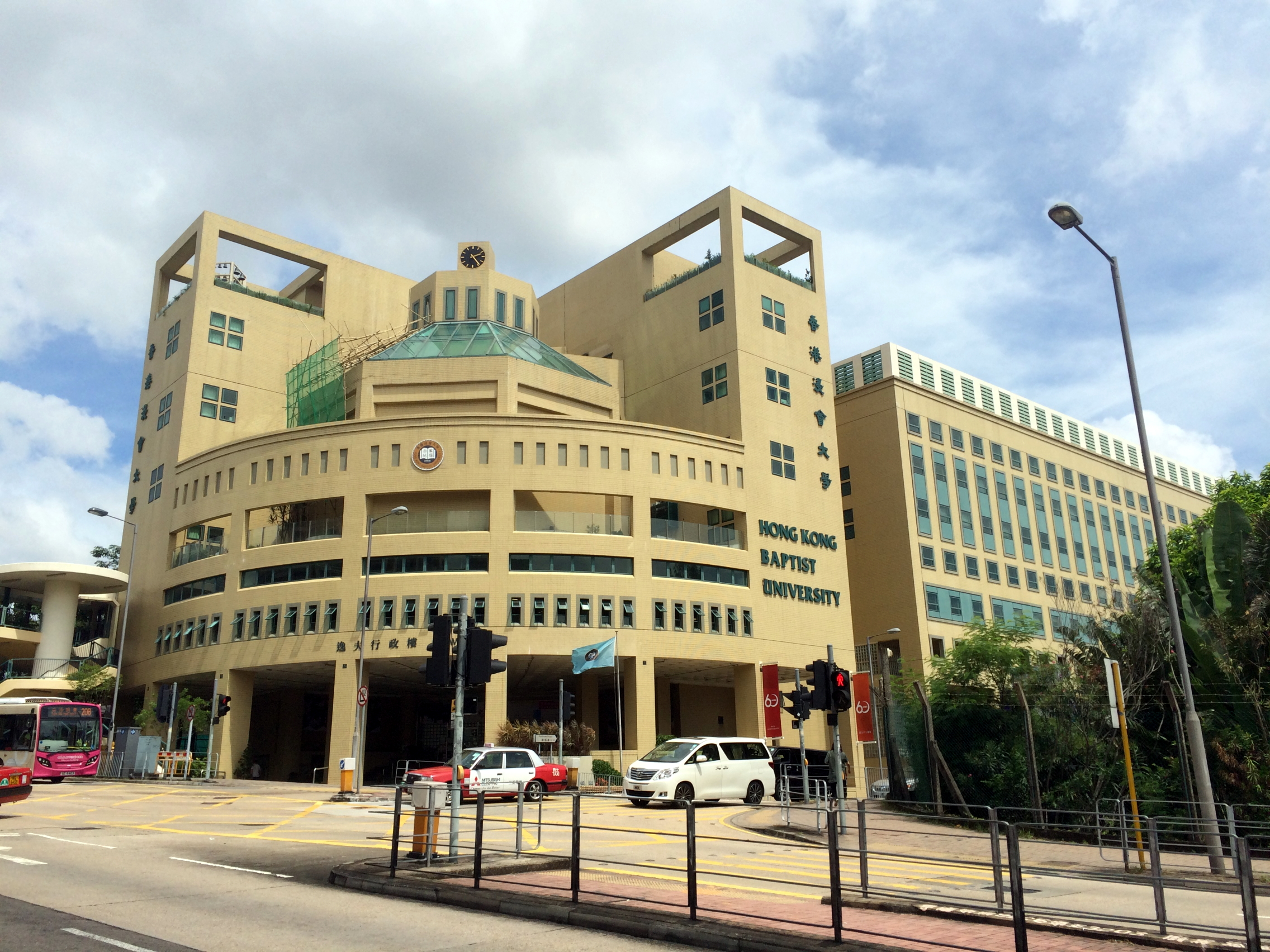
The Shaw Campus v červenci 2016

## Akademický společenský sál
Univerzita má několik významných budov příkladem je Akademická komunitní hala (AC Hall). Ta s kapacitou 1346 míst byla otevřena v roce 1978. Myšlenka jejího vybudování pochází od Dr. Lama Chi-funga, prvního prezidenta univerzity. U příležitosti zlaté svatby věnovali Dr. Lam a jeho paní půl milionu dolarů na stavbu hlediště. Po Dr. Lamově smrti v roce 1971 se Rada guvernérů rozhodla rozšířit plán na pamětní budovu Lam Chi-funga, s AC Hall jako kulturním centrem pro univerzitu i komunitu.
AC Hall slouží jako prostor pro akademické konference, kulturní vystoupení, společenské akce a oslavy. Díky své kapacitě a modernímu vybavení je ideální pro prestižní události s mezinárodní účastí. Zároveň AC Hall podporuje dialog a spolupráci mezi univerzitou a městem. Moderní exteriér AC Hall harmonicky zapadá do okolního prostředí. Prostorný a světlý interiér s pohodlným sezením a moderním audiovizuálním vybavením vytváří příjemné a inspirativní prostředí.
AC Hall je více než jen posluchárna. Je to symbol propojení univerzity a komunity, centrum kulturního dění a důležitý prostor pro setkávání a dialog. Díky své historii, funkčnosti a otevřenému přístupu hraje AC Hall klíčovou roli v rozvoji univerzity i Hongkongu.

## Budova komunikace a vizuálního umění
Důležitou budovou je také Budova komunikace a vizuálního umění (Communication and Visual Arts Building), která se nachází na 5 Hereford Road, Kowloon Tong. Budova byla postavena pro Školu komunikace a Akademii výtvarných umění.

## Knihovna
Knihovna HKBU je základní součástí univerzity a slouží jako centrum pro získávání akademických zdroje a podporu učení pro celou komunitu zaměstnanců a studentů HKBU. Byla založena v roce 1956, současně s Hong Kong Baptist College. S růstem instituce, která se v roce 1994 stala plnohodnotnou univerzitou, se knihovna neustále rozvíjela a rozšiřovala své sbírky knihy a služby.
Dnes knihovna HKBU nabízí:
- Širokou škálu materiálů: Knihy, časopisy, e-knihy, databáze a audiovizuální materiály.
- Moderní prostory pro studium a výzkum: Individuální studijní místa, skupinové studovny a tiché zóny.
- Služby pro uživatele: Půjčování materiálů, rešeršní pomoc, interlibrary výpůjčky a školení v oblasti informační gramotnosti.

Když se podíváme do historie, akademie zpočátku zřídila Knihovnu Bessie Flemingové, pojmenovanou po manželce dárce Williama Fleminga. V roce 1975 byla rozšířena o Knihovnu Lui Ming Choi, která se stala půjčovní knihovnou, zatímco původní knihovna sloužila jako referenční. Otevření Knihovny Fong Shu Chuen proběhlo v prosinci 1984. V roce 1995 byla knihovna Fong Shu Chuen nahrazena Au Shue Hung Memorial Library (AML) jako hlavní knihovnou, kde se nyní nachází hlavní sbírky a studijní prostory. Vedle AML fungují tři specializované pobočky: Evropské dokumentační centrum (založené v roce 1996), Knihovna čínské medicíny Dr. Stephena Riadyho (otevřená v roce 2001) a knihovna na kampusu Shek Mun (otevřená v roce 2006).
V době nástupu digitální éry se knihovna HKBU zaměřila více na elektronické zdroje, aby podpořila vzdělávání a výzkumné aktivity. Zatímco fyzické sbírky se postupně zmenšovaly, rostly investice do digitálních zdrojů, včetně jejich digitalizace. Knihovna v nedávné době přijala závazek podporovat urychlení výzkumu a šíření poznatků prostřednictvím podpory kultury otevřeného přístupu a zvyšování povědomí o výzkumných výsledcích HKBU. 